# Ghána az 1996. évi nyári olimpiai játékokon
Ghána az egyesült államokbeli Atlantában megrendezett 1996. évi nyári olimpiai játékok egyik részt vevő nemzete volt. Az országot az olimpián 4 sportágban 35 sportoló képviselte, akik érmet nem szereztek.

## Asztalitenisz
Férfi
| Versenyző                 | Versenyszám | Csoportkör | Csoportkör | Nyolcaddöntő      | Negyeddöntő       | Elődöntő          | Döntő             | Helyezés |
| Versenyző                 | Versenyszám | Ellenfél Eredmény | Hely.      | Ellenfél Eredmény | Ellenfél Eredmény | Ellenfél Eredmény | Ellenfél Eredmény | Helyezés |
| ------------------------- | ----------- | --- | ---------- | ----------------- | ----------------- | ----------------- | ----------------- | -------- |
| Isaac Opoku               | Egyes       | D csoport · Jan-Ove Waldner (SWE) · 0:2 · I Csholszung (Lee Cheol-Seung) (KOR) · 2:0 · Ilija Lupulesku (SCG) · 0:2 ·                                                                        | 4.         | kiesett           | kiesett           | kiesett           | kiesett           | 17.      |
| Isaac Opoku Winifred Addy | Páros       | C csoport · Kína (CHN) · Kong Linghui · Liu Guoliang · 0:2 · Franciaország (FRA) · Christophe Legoût · Patrick Chila · 0:2 · Svédország (SWE) · Peter Karlsson · Thomas von Scheele · 0:2 · | 4.         |                   | kiesett           | kiesett           | kiesett           | 25.      |

## Atlétika
Férfi
| Versenyző                                                                       | Versenyszám     | Előfutam      | Előfutam      | Előfutam      | Negyeddöntő | Negyeddöntő | Negyeddöntő | Elődöntő | Elődöntő | Elődöntő | Döntő   | Döntő    |
| Versenyző                                                                       | Versenyszám     | Idő           | Hely.         | Össz.         | Idő         | Hely.       | Össz.       | Idő      | Hely.    | Össz.    | Idő     | Helyezés |
| ------------------------------------------------------------------------------- | --------------- | ------------- | ------------- | ------------- | ----------- | ----------- | ----------- | -------- | -------- | -------- | ------- | -------- |
| Eric Nkansah                                                                    | 100 m           | 10,26         | 1.            | 13.**         | 10,24       | 3.          | 16.*        | 10,26    | 7.       | 14.      | kiesett | kiesett  |
| Emmanuel Tuffour                                                                | 100 m           | 10,15         | 1.            | 5.            | 10,18       | 4.          | 12.*        | 10,22    | 7.       | 13.      | kiesett | kiesett  |
| Emmanuel Tuffour                                                                | 200 m           | 20,85         | 3.            | 39.           | 20,49       | 3.          | 10.*        | 20,61    | 7.       | 14.      | kiesett | kiesett  |
| Albert Agyemang                                                                 | 200 m           | 20,69         | 2.            | 22.***        | 20,87       | 5.          | 31.         | kiesett  | kiesett  | kiesett  | kiesett | kiesett  |
| Ibrahim Hassan                                                                  | 400 m           | nem ért célba | nem ért célba | nem ért célba | kiesett     | kiesett     | kiesett     | kiesett  | kiesett  | kiesett  | kiesett | kiesett  |
| Frank Boateng                                                                   | 110 m gát       | 13,87         | 4.            | 39.           | kiesett     | kiesett     | kiesett     | kiesett  | kiesett  | kiesett  | kiesett | kiesett  |
| Albert Agyemang Eric Nkansah Christian Nsiah Emmanuel Tuffour Abdul Aziz Zakari | 4 × 100 m váltó | 39,47         | 3.*           | 15.*          |             |             |             | 38,62    | 4.       | 6.       | kiesett | kiesett  |
| Solomon Amegatcher Abu Duah Julius Sedame Ahmed Ali                             | 4 × 400 m váltó | 3:05,53       | 3.            | 18.           |             |             |             | kiesett  | kiesett  | kiesett  | kiesett | kiesett  |

| Versenyző     | Versenyszám | Selejtező | Selejtező | Döntő    | Döntő    |
| Versenyző     | Versenyszám | Eredmény  | Helyezés  | Eredmény | Helyezés |
| ------------- | ----------- | --------- | --------- | -------- | -------- |
| Andrew Owusu  | Távolugrás  | 7,91      | 16.**     | kiesett  | kiesett  |
| Francis DoDoo | Hármasugrás | 16,24     | 26.       | kiesett  | kiesett  |

Női
| Versenyző  | Versenyszám | Előfutam | Előfutam | Előfutam | Negyeddöntő | Negyeddöntő | Negyeddöntő | Elődöntő | Elődöntő | Elődöntő | Döntő   | Döntő    |
| Versenyző  | Versenyszám | Idő      | Hely.    | Össz.    | Idő         | Hely.       | Össz.       | Idő      | Hely.    | Össz.    | Idő     | Helyezés |
| ---------- | ----------- | -------- | -------- | -------- | ----------- | ----------- | ----------- | -------- | -------- | -------- | ------- | -------- |
| Mercy Addy | 400 m       | 54,92    | 6.       | 44.      | kiesett     | kiesett     | kiesett     | kiesett  | kiesett  | kiesett  | kiesett | kiesett  |
| Vida Nsiah | 100 m gát   | 13,34    | 6.       | 35.      | kiesett     | kiesett     | kiesett     | kiesett  | kiesett  | kiesett  | kiesett | kiesett  |

* - egy másik versenyzővel azonos eredményt ért el

** - két másik versenyzővel azonos eredményt ért el

*** - három másik versenyzővel azonos eredményt ért el

## Labdarúgás

### Férfi
| Ghánai férfi labdarúgócsapat-játékoskeret                                                                                  | Ghánai férfi labdarúgócsapat-játékoskeret | Ghánai férfi labdarúgócsapat-játékoskeret |
| --- | --- | ----------------------------------------- |
| - Felix Aboagye - Joe Addo - Simon Addo - Charles Akonnor - Augustine Ahinful - Stephen Baidoo - Emmanuel Duah - Afo Duodu | - Ebenezer Hagan - Prince Amoako Koranteng - Samuel Kuffour - Emmanuel Osei Kuffour - Kennedy Ohene - Christian Sabah - Nii Aryee Welbeck - Mallam Yahaya |                                           |

#### Eredmények
Csoportkör
C csoport
| Csapat            | M | Gy | D | V | Rg | Kg | Gk | P |
| ----------------- | - | -- | - | - | -- | -- | -- | - |
| Mexikó (MEX)      | 3 | 1  | 2 | 0 | 2  | 1  | +1 | 5 |
| Ghána (GHA)       | 3 | 1  | 1 | 1 | 4  | 4  | 0  | 4 |
| Dél-Korea (KOR)   | 3 | 1  | 1 | 1 | 2  | 2  | 0  | 4 |
| Olaszország (ITA) | 3 | 1  | 0 | 2 | 4  | 5  | –1 | 3 |

| 1996. július 21. 12.00 |

| Dél-Korea (KOR)                                | 1–0               | Ghána (GHA) |
| ---------------------------------------------- | ----------------- | ----------- |
| Jun Dzsonghvan (Yun Jeong-Hwan) 41' (11-esből) | (1–0) Jegyzőkönyv |             |

| RFK Stadium, Washington Nézőszám: 45 946 Játékvezető: Edward Lennie (ausztrál) |

| 1996. július 23. 21.00 |

| Ghána (GHA)                          | 3–2               | Olaszország (ITA)        |
| ------------------------------------ | ----------------- | ------------------------ |
| Sabah 15' 74' Ahinful 63' (11-esből) | (1–2) Jegyzőkönyv | Branca 8' 44' (11-esből) |

| RFK Stadium, Washington Nézőszám: 27 849 Játékvezető: José García Aranda (spanyol) |

| 1996. július 25. 21.00 |

| Mexikó (MEX) | 1–1               | Ghána (GHA) |
| ------------ | ----------------- | ----------- |
| Abundis 65'  | (0–1) Jegyzőkönyv | Hagan 44'   |

| RFK Stadium, Washington Nézőszám: 30 237 Játékvezető: Antônio Pereira (brazil) |

Negyeddöntő
| 1996. július 28. 18:00 |

| Brazília (BRA)                               | 4–2               | Ghána (GHA)             |
| -------------------------------------------- | ----------------- | ----------------------- |
| Duodu 18' (öngól) Ronaldo 56' 62' Bebeto 72' | (1–1) Jegyzőkönyv | Akonnor 23' Aboagye 53' |

| Orange Bowl, Miami Nézőszám: 45 257 Játékvezető: Phirom Anpraszöt (thaiföldi) |

| Csapat      | Helyezés |
| ----------- | -------- |
| Ghána (GHA) | 8.       |

## Ökölvívás
| Versenyző       | Versenyszám   | Selejtező                  | Nyolcaddöntő              | Negyeddöntő       | Elődöntő          | Döntő             | Helyezés |
| Versenyző       | Versenyszám   | Ellenfél Eredmény          | Ellenfél Eredmény         | Ellenfél Eredmény | Ellenfél Eredmény | Ellenfél Eredmény | Helyezés |
| --------------- | ------------- | -------------------------- | ------------------------- | ----------------- | ----------------- | ----------------- | -------- |
| Alfred Tetteh   | Papírsúly     | Hamid Berhili (MAR) · 5–10 | kiesett                   | kiesett           | kiesett           | kiesett           | 17.      |
| Ashiakwei Aryee | Nagyváltósúly | erőnyerő                   | Rival Cadeau (SEY) · 6–18 | kiesett           | kiesett           | kiesett           | 9.       |